# Great Bedwyn
Great Bedwyn – wieś w Anglii, w hrabstwie Wiltshire. Leży 37 km na północ od miasta Salisbury i 104 km na zachód od Londynu. W 2001 miejscowość liczyła 1347 mieszkańców.